# Leukerschans

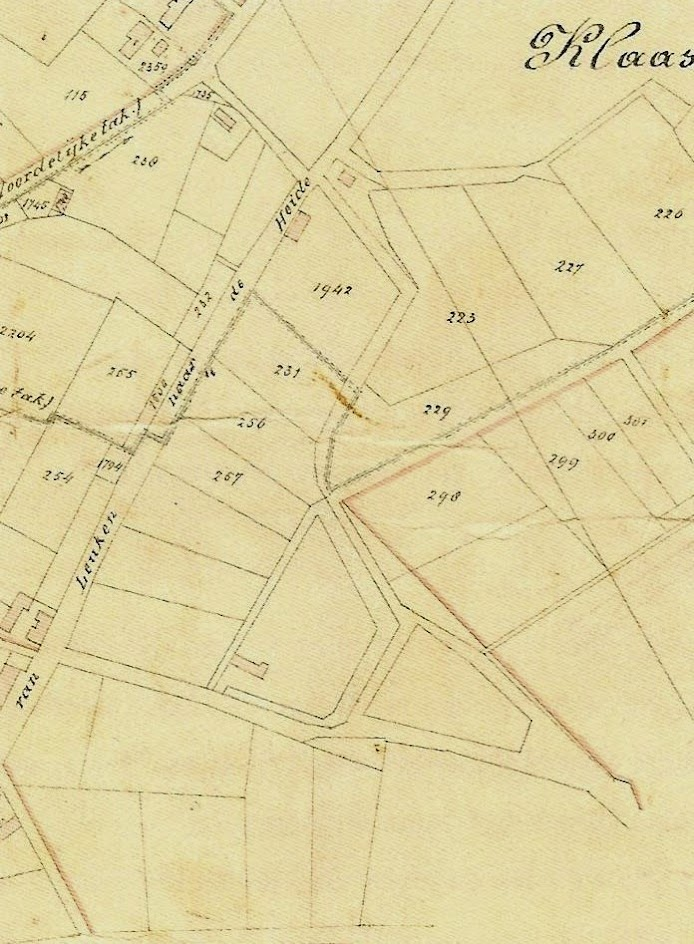
Leukerschans op de Legger Waterlossingen uit 1903

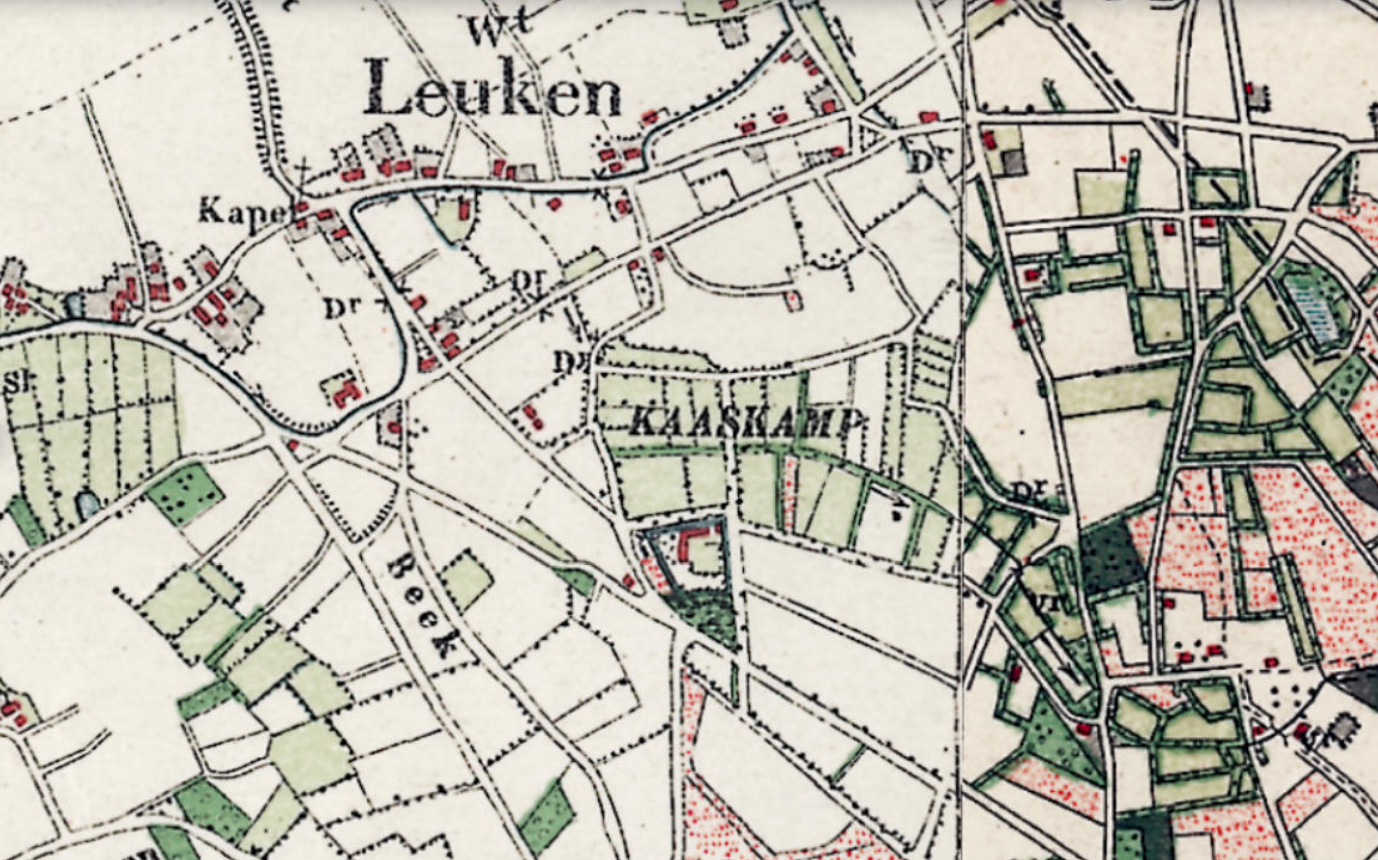
Leukerschans op de Topografische Militaire Kaart van 1901

De Leukerschans was een boerenschans in Leuken in de Nederlandse gemeente Weert. De schans is bebouwd met huizen die liggen aan de straat De Vrouwehof die uitkomt op de Leukerschansstraat.
Op ongeveer 100 meter naar het zuiden staat de Sint-Jobkapel.

## Geschiedenis
In 1641 werd de schans aangelegd. In een akte van 17 februari 1641 worden Gerrit Vliegen en Lem Vossen als schansmeesters benoemt van de nieuw aangelegde schans.
Toen de Leukerschans een keer bedreigd werd zijn de mensen die de Roeventerschans verdedigden ter hulp geschoten, waarna de aanvallers opgepakt werden en terechtgesteld werden in Weert.
Aan het begin van de 21e eeuw waren de grachten verdwenen, maar aan de paden waren de contouren van de schans nog te herkennen. Op het terrein van de schans lag de boerderij Vrouwenhof. In de 21e eeuw werd de grachten hersteld en werd de schans bebouwd met een woonwijkje.

## Constructie
De schans lag vroeger ongeveer 750 meter ten zuidoosten van Leuken. De Leukerschans had een trapeziumvormig plattegrond en was omgeven door watervoerende grachten.